# Raphaël Fotsing
Raphaël Fotsing est un martyr de la lutte d'indépendance au Cameroun. Il meurt fusillé avec Ernest Ouandié et Gabriel Tabeu,, à Bafoussam le 15 Janvier 1971.

## Biographie

### Carrière
Il devient un membre  proéminent de l'UPC.